# دكتور سليب (فلم)
دكتور سليب هو فيلم رعب أمريكي صدر في 2019 مقتبس من رواية بنفس العنوان لستيفن كينغ. الفيلم من كتابة وإخراج وتحرير مايك فلاناغان. ومن بطولة إيوان مكريغور وريبيكا فيرغسون وكيليج كوران وكليف كورتسو هو تكمله لفلم the shining

## القصة
بعد سنوات من أحداث البريق، يحاول دان تورينسي الوقوف أمام طائفة دموية وخطيرة، حيث تتعمد القضاء على الأطفال الذين يحملون قدرات خارقة، وعندما يقابل فتاة تحمل قدرات غريبة، يقرر حمايتها مهما تكلف الأمر.

## روابط خارجية
- مقالات تستعمل روابط فنية بلا صلة مع ويكي بيانات